# Nathan East
Gail Nathan East (Philadelphia, 1955. december 8. –) amerikai basszusgitáros, énekes. Bobby Womack, Eric Clapton, Michael Jackson, Joe Satriani, George Harrison, Ringo Starr, Phil Collins, Stevie Wonder, Kenny Loggins, Chick Corea, Herbie Hancock és mások zenészpartnere. A Fourplay kortárs dzsesszkvartett alapító tagja.

## Pályafutása
Nathan East egy hétgyermekes családban nőtt fel. Nathan East első hangszere a cselló volt. Tizennégy évesen kezdett elektromos basszusgitáron játszani. Általában 5 vagy 6 húros hangszert használ. Időnként énekeskel is.
Két öccse, James és Marcel szintén hivatásos zenész.

## Albumok

### Szólólemezek
- 2014: Nathan East
- 2015: The New Cool
- 2017: Reverence

### Fourplay
- 1991: Fourplay
- 1993: Between the Sheets
- 1995: Elixir
- 1997: The Best of Fourplay
- 1998: 4
- 1999: Snowbound
- 2000: Yes, Please!
- 2002: Heartfelt
- 2004: Journey
- 2006: X
- 2008: Energy
- 2010: Let's Touch the Sky
- 2012: Esprit de Four
- 2015: Silver